# Axel Thieme (Maler)
Axel Thieme (* 14. Februar 1950 in Merseburg; † 1. Oktober 2021 in Darmstadt) war ein deutscher Künstler und Galerist.

## Leben
Axel Thieme wurde 1950 in Merseburg geboren, als Sohn von  Hellmut Thieme (Jurist) und Ellen Thieme (Hausfrau). 1951 übersiedelte die Familie zuerst nach Achern, von dort nach Freiburg im Breisgau, 1959 kam sie nach Darmstadt.
Nach der mittleren Reife (1967) ging Axel Thieme verschiedenen Beschäftigungen nach, unter anderem leistete er Wehrdienst (Bundeswehr) und arbeitete als Fahrer. Einen schweren Autounfall (1970) bezeichnete er selbst im Nachhinein als wichtigen Wendepunkt in seinem Leben.
Von 1971 bis 1978 lernte und arbeitete er als Bankkaufmann bei der Dresdner Bank in Darmstadt, 1979 machte er an einem Abendgymnasium Abitur. Von 1979 bis 1986 studierte er Kunstgeschichte an der Frankfurter Goethe-Universität, parallel dazu Akt- und Porträtzeichnen an der Städel-Abendschule bei Karl Bohrmann und Peter Engel.
Von 1981 bis 2003 war Axel Thieme Galerist; während dieser Zeit benutzte er als Maler oft Pseudonyme (A. F. T. Achenbach, Timothy O’Reilly). Ab 2003 widmete er sich verstärkt der Malerei und trat wieder unter eigenem Namen auf.
Axel Thieme verstarb am 1. Oktober 2021 nach längerer Krankheit in Darmstadt.

## Galerist
- 1981 – noch während des Studiums – eröffnete er gemeinsam mit Gerd Winter und Franz Schämer in Darmstadt-Eberstadt die Produzentengalerie galerie parterre.
- 1986: Projekt Streiflichter, Ausstellung in den HEAG-Hallen mit Künstlern aus Düsseldorf und Darmstadt (Gesamtkonzept)
- 1990 eröffnete er mit Hermann Lotz die Galerie Thieme, erst in Darmstadt-Eberstadt, später in Darmstadt.
- Schwerpunktmäßig präsentierte er zeitgenössische Kunst, u. a. Charly Banana, Jeremy Dickinson, Peter Dreher, Mark Fairnington, Mark Francis, Ralph Fleck, Ottmar Hörl,  Ueli Michel, Rune Mields, Sigrid Nienstedt, Werner Pokorny, Lothar Quinte, James Rielly, Helen Sear, Ben Willikens.
- Mitglied im Bundesverband Deutscher Galerien (BVDG)
- Regelmäßig nahm er an internationalen Kunstmessen teil, so u. a.: Art Cologne, Art International Zürich und Art Frankfurt.
- Kooperation und Austausch mit Galerien in Düsseldorf, Köln, München, Berlin und London

## Eigene Ausstellungen und Beteiligungen (Auswahl)
- 2008: alpha zulu, temporäre Galerie in Darmstadt (mit Elke Laubner und Frank Schylla)
- 2011: Korrespondenzen – Künstler begegnen der Kindermalerei, Haus Hessen Design, Darmstadt
- 2012: Submarine Gärten, Regionalgalerie Südhessen im Regierungspräsidium Darmstadt, Doppelausstellung mit Martina Schoder[2]
- 2016: Dance of Ages – Arbeiten 1981 bis 2016, Galerie Kunstpunkt Darmstadt